# Pyrrhia vexilliger
Pyrrhia vexilliger là một loài bướm đêm trong họ Noctuidae.